# 관음보살도 및 목제감
관세음보살도 및 목제감(觀音菩薩圖 및 木製龕)은 부산광역시 남구 부산광역시립박물관에 있는, 파도치는 해상에 솟아 오른 대형 연꽃에 앉은 관음보살과 선재동자를 그린 작품이다. 2018년 3월 27일 부산광역시의 유형문화재 제190호로 지정되었다.

## 개요
부산박물관 소장 관음보살도는 파도치는 해상에 솟아 오른 대형 연꽃에 앉은 관음보살과 선재동자를 그린 작품이다. 이 같은 도상은 17세기 이후 일명 ‘해수관음상’으로 불리며〈권수정업왕생첩경도〉등과 함께 정토왕생용의 판본화 도상으로 나타난다. 따라서 전각 내에 봉안되던 후불도와는 계통을 달리하는 작품이며, 개인의 원불용 불화로 판본화의 도상이 채택되어 표현된 주목되는 불화이다. 특히 그동안 화기를 통해 원불(願佛)로 관음보살도를 조성한 사례는 있으나, 실제 불감에 봉안된 관음보살도로는 현재 유일하게 확인되는 첫 사례로 꼽혀 그 가치와 중요성은 매우 높다고 할 것이다.
부산박물관 소장 관음보살도는 화면에 화기는 생략되었으나, 표현 양식을 통하여 조선 후기 중 18세기보다는 19세기의 관음보살도와 보다 근접한다. 또한 크기가 소형으로 목조불감 내에 봉안된 원불로는 첫 사례로 주목되는 불화이다. 현재까지 화기로만 알려진 ‘원불 관음보살도’의 첫 사례로서 조선후기 관음보살도의 다양한 신앙적 기능과 용도를 파악할 수 있는 점에서 매우 중요한 불화로 판단된다.
따라서 본 작품은 조선후기 관음보살도 중 도상이 우수한 작례에 속하고 불화의 신앙적 기능과 용도 연구에 자료적 가치가 높은 문화재로 평가된다.

## 참고 문헌
- 관세음보살도 및 목제감 - 국가유산청 국가유산포털